# Tetragnatha phaeodactyla
Tetragnatha phaeodactyla este o specie de păianjeni din genul Tetragnatha, familia Tetragnathidae, descrisă de Kulczynski, 1911. Conform Catalogue of Life specia Tetragnatha phaeodactyla nu are subspecii cunoscute.